# Doppelbock (Band)
Doppelbock war eine deutsche Punk-Band aus Bad Homburg vor der Höhe.

## Geschichte
Die Band wurde 1984 gegründet; der Bandname soll sich von dem Getränk ableiten, „das bei der ersten Probe in Strömen floß“.
Die erste Veröffentlichung der Band war 1993 eine Single über Magga Records, anschließend folgte 1994 eine EP als Eigenproduktion. Das einzige Studioalbum der Band erschien 1995 über Neue Zeiten / Modern Music und wurde gemischt aufgenommen. So hieß es in einer Besprechung, Doppelbock seien „vielleicht nicht unbedingt die originellste Band unter dem Punkrockhimmel“, mit ihrem „Proleten-Punkrock mit leichten Rock’n’Roll-Einschüben“ aber eine „Bereicherung der Sammlung mit Wiederaufleg-Garantie“. In der Rezension von Intro wurden „platte Texte“ und „stumpfer Allerweltshodensack-Metal“ bemängelt und als bessere Referenzen Prollhead und Eisenpimmel angeführt. Während dieser Zeit wirkte Andreas Geremia, Sänger von Tankard, als Manager der Band.
Anschließend gab es für zehn Jahre kein weiteres musikalisches Lebenszeichen, bis 2005 mit Alles so schön bunt erneut eine Eigenproduktion veröffentlicht wurde. Andreas Stappert vom Magazin Rock Hard fasste den Stil mit „musikalisch oft mehr Rock als Punk“ und die Qualität als „eher bieder und zuweilen nervig“ zusammen.
Auf der Bonus-CD Best Case Scenario anlässlich des 25-jährigen Bandjubiläums von Tankard war Doppelbock mit einem Cover des Liedes Freibier vertreten.

## Diskografie
- 1993: Elvis war mein Bruder (Single, Magga Records)
- 1994: Helden der Nation (EP, Eigenproduktion)
- 1995: Ich bin ein Gott (Album, Neue Zeiten/Modern Music)
- 2005: Alles so schön bunt (EP, Eigenproduktion)